# Antonio Schinella Conti
Antonio Schinella Conti (Pádua, 22 de janeiro de 1677 – Pádua, 6 de abril de 1749), também conhecido por seu título religioso Abate Conti, foi um escritor, tradutor, matemático, filósofo e físico italiano.

## Formação e carreira
Em 1699 Conti tornou-se padre oratoriano em Veneza, mas deixou de cumprir os deveres sacerdotais depois de 1708. Sua colocação, no entanto, permitiu-lhe seguir estudos de filosofia, matemática, astronomia, ciências e medicina. Isso fortaleceu sua crença na capacidade do intelecto humano de investigar a realidade e chegar a conclusões em desacordo com as interpretações religiosas tradicionais até então vigentes e de formular suas próprias teorias.
Em 1713 partiu para Paris, onde fez amizade com os pensadores científicos Bernard le Bovier de Fontenelle, Nicolas Malebranche e Charles Du Fay. Em 1715 partiu para Londres para observar um eclipse do sol e visitar Isaac Newton, para quem atuou como intermediário na controvérsia do cálculo Newton–Leibniz. Durante este período também iniciou uma amizade duradoura com Mary Wortley Montagu, cujos poemas ele traduziu, e que o tornou o destinatário de suas cartas mais filosóficas Turkish Embassy Letters (1717–18). A partir do outono de 1716 viajou para passar seis meses em diálogo com pensadores na Holanda e na Alemanha, e depois voltou para a Inglaterra, dando continuidade a projetos científicos e literários.
Em 1718 voltou a Paris, onde continuou a desempenhar um papel ativo na vida intelectual da capital francesa e durante esse tempo iniciou uma tradução em versos do Athalie Athalie de Jean Racine e, com a ajuda do político exilado Henry St John, 1st Viscount Bolingbroke, continuou sua tradução de The Rape of the Lock, de Alexander Pope, embora este só tenha sido publicado depois de sua morte. De volta à Itália em 1726, continuou a incentivar os estudos científicos em nível universitário e, com o apoio de Celia Grillo Borromeo, elaborou um plano para uma academia científica italiana. Durante grande parte desse tempo seu trabalho científico foi sujeito a censura, embora uma seleção de suas obras literárias tenha aparecido em 1739.
Apesar de ser o pilar do pensamento livre do Iluminismo, Conti não conseguiu se libertar inteiramente de todos os preconceitos de sua época. Vindo de uma formação patrícia e geralmente misturado com titulares e realeza, desabafou seu sarcasmo sobre as pretensões sociais do compositor veneziano Antonio Vivaldi. Novamente, apesar de desfrutar da amizade e patrocínio de algumas das principais mulheres intelectuais na Grã-Bretanha, França e Itália, estava ao mesmo tempo avançando em argumentos pseudocientíficos para demonstrar não apenas a inferioridade física das mulheres, mas também sua inferioridade mental.
Como dramaturgo e admirador de Shakespeare, Conti começou seu próprio verso branco Giulio Cesare em Londres e o completou em 1726. Mais tarde foi seguido por mais três tragédias romanas: Giunio Bruto (1743), Marco Bruto (1744) e Druso (1748), que apareceram com prefácios individuais do autor. A suas próprias peças pode ser adicionada a publicação da tradução revisada de Athalie e outra do drama Mérope de Voltaire (Veneza, 1744). Uma excursão dramática de um tipo diferente foi a série de longas cantatas experimentais que ele escreveu para o compositor veneziano Benedetto Marcello: o dueto, Il Timoteo, com um texto traduzido de John Dryden; em seguida cinco monólogos, Cantone, Lucrezia, Andromaca, Arianna abandonnata e finalmente Cassandra.
Durante sua vida Conti foi tema de um desenho a tinta do caricaturista Pier Leone Ghezzi. Após sua morte foi encomendada uma estátua dele por sua cidade natal em 1781 do escultor local Felice Chiereghin.

## Obras
- Riflessioni su l'aurora boreale (em italiano). Venezia: Giovanni Battista Pasquali. 1739
- [Opere]. 1 (em italiano). In Venezia: presso Giambatista Pasquali. 1739
- [Opere]. 2 (em italiano). In Venezia: presso Giambatista Pasquali. 1756
- Versioni poetiche (em italiano). Bari: Laterza. 1966